# Nelson (Illinois)
Pour les articles homonymes, voir Nelson.
Nelson est un village du comté de Lee dans l'Illinois, aux États-Unis. Situé au nord du comté, il est incorporé le 20 août 1923.

## Démographie
Lors du recensement de 2010, le village comptait une population de 170 habitants. Elle est estimée, en 2016, à 11 habitants.

### Source de la traduction
- (en) Cet article est partiellement ou en totalité issu de l’article de Wikipédia en anglais intitulé « Nelson, Illinois » (voir la liste des auteurs).